# Feynmanov diagram
Feynmanovi diagrámi ali tudi Feynmánovi grafi [fejnmánovi ~] so računski pripomoček v kvantni teoriji polja, s katerimi računamo sipalne preseke za interakcije med delci. Sestavljeni so iz 1-razsežnih črt, ki se stikajo v ogliščih. V njih so singularne točke, katere pridelajo enačbe. Z renormalizacijo se pozitivne in negativne neskončnosti pri močni, elektromagnetni in šibki interakciji odštejejo druge od drugih. 
Vpeljal jih je ameriški fizik in matematik Richard Phillips Feynman leta 1948. Feynmanov sodelavec Gell-Mann je imenoval Feynmanove diagrame Stückelbergovi diagrami, po švicarskem fiziku Ernestu Stückelbergu, ki je tudi razvil podoben zapis. Zgodovinsko so Feynmanove diagrame imenovali tudi Feynman-Dysonovi diagrami ali Dysonovi grafi. Dyson je krenil po poti starejše teorije motenj, saj tedaj funkcionalni integrali še niso bili običajni, tako da je bilo fizikom lažje slediti njegovi poti.
Angleški fizik John Ellis je raziskoval določen razred Feynmanovih diagramov in jih poimenoval pingvínski diagrami, deloma po njihovi obliki, ki spominja na pingvina, deloma pa po stavi harvardske fizičarke Melisse Franklin, po kateri je menda moral poraženec v svojem naslednjem znanstvenem članku uporabiti besedo »pingvin«.
Feynman je s Feynmanovimi pravili pokazal, kako se računajo amplitude diagramov na podlagi Lagrangeevih funkcij sistema. Feynmanovi diagrami priskrbijo globok fizikalni vpogled v naravo interakcij delcev. Delci vzajemno delujejo na vse razpoložljive načine. Virtualni delci se lahko gibljejo hitreje od hitrosti svetlobe, to pa vseeno ohranja vzročnost v relativističnem prostor-času. Verjetnost vsake poti se sešteje preko vseh verjetnosti možnih poti. To je v tesni zvezi z opisom kvantne mehanike s pomočjo funkcionalnega integrala, ki ga je tudi iznašel Feynman.
S Feynmanovimi diagrami ne moremo obravnavati gravitacije in gravitacijskih singularnosti. V teoriji strun k trem interakcijam lahko pridamo še gravitacijo, ker singularnosti izginejo. Feynmanove diagrame tukaj nadomestijo topološke predstave.
Feynmanove diagrame in Feynmanove integrale uporabljajo tudi v statistični mehaniki.